# Gökçek Vederson
Gökçek Vederson, właśc. Wederson Luiz da Silva Medeiros (ur. 22 lipca 1981 w Campos dos Goytacazes) – brazylijski piłkarz posiadający również obywatelstwo tureckie.
Vederson piłkarską karierę rozpoczynał w swoim ojczystym kraju, a dokładniej w Sport Club Internacional, gdzie występował w roku 2001. Wówczas rozegrał 23 spotkania, strzelił w nich 3 bramki.
W 2002 roku dzięki dobrym występom podpisał kontrakt z CR Vasco da Gama, w którym jednak nie zrobił oszałamiającej kariery rozgrywając 10 spotkań.
Po dość nieudanym epizodzie w Vasco przyszedł czas na kolejną zmianę klubu. W 2003 roku zawodnik przeszedł do EC Juventude, jednak zagrał tam w dwóch meczach. W 2004 roku podpisał kontrakt z trzecioligowym Americano FC.
Jeszcze w 2004 roku Vederson przeprowadził się z Brazylii do Turcji, gdzie został graczem Ankarasporu. Występował tam przez 3 lata, rozgrywając łącznie 89 ligowych spotkań oraz zdobywając 20 bramek.
9 lipca 2007 roku Vederson przeszedł do innego tureckiego klubu – Fenerbahçe SK. W 2010 roku został piłkarzem Bursasporu.